# Diastylis dollfusi
Diastylis dollfusi is een zeekommasoort uit de familie van de Diastylidae. De wetenschappelijke naam van de soort is voor het eerst geldig gepubliceerd in 1928 door Fage.